# Surabaya
Surabaya és una ciutat i un important port d'Indonèsia, situada a la costa nord de l'illa de Java, sobre la boca del riu Masi a un costat de l'estret de Madura. Surabaya és capital de la província de Java Oriental i té 3.520.874 habitants, sent la segona ciutat més poblada del país.
Segons l'Agència Nacional de Planificació del Desenvolupament, Surabaya és una de les quatre principals ciutats centrals d'Indonèsia, al costat de Jakarta, Medan i Makassar. La ciutat té una població de 2,87 milions d'habitants dins del límit de la ciutat al cens del 2020 i 9,5 milions a l'àrea metropolitana de Surabaya, convertint-la en la tercera àrea metropolitana més gran d'Indonèsia.
Des del segle xviii fins a mitjan segle xx, Surabaya va ser la ciutat més gran de les Índies Orientals Neerlandeses i el centre de comerç de l’arxipèlag indonesi, que llavors era competidor de Xangai i Hong Kong. La ciutat es coneix com Kota Pahlawan (la ciutat dels herois) a causa de la importància de la batalla de Surabaya durant la Revolució Nacional Indonèsia. La ciutat és un dels centres financers, comercials, industrials i de transport importants de l'arxipèlag, sens dubte el segon després de Jakarta, i el port de Tanjung Perak, situat al nord de Surabaya, és el segon port marítim d'Indonèsia.

## Història
La ciutat es va establir al segle X pel Regne de Janggala, un dels dos regnes javanesos que es va formar el 1045 quan Airlangga va abdicar del seu tron a favor dels seus dos fills. A final del segle XV i començament del XVI, Surabaya es va convertir en un ducat, una gran potència política i militar, així com un port a l'est de Java, probablement sota l'imperi Majapahit. En aquella època, Surabaya era ja un important port comercial, a causa de la seva ubicació al delta del riu Brantas i la ruta comercial entre Malaca i les illes de les espècies a través de la mar de Java. Durant la decadència de Majapahit, el senyor de Surabaya va resistir l'ascens del sultanat de Demak i només es va sotmetre al seu domini el 1530. Surabaya es va independitzar després de la mort del sultà Trenggana de Demak el 1546.
Al llarg dels segles XV i XVI, Surabaya fou un soldanat i una important potència política i militar a l'est de Java. El 1625 Surabaya va ser capturada pel sultà Agung, després d'haver entrat en conflicte amb el sultanat de Mataram després d'una campanya ferotge, en la qual Mataram va haver de conquerir als aliats de Surabaya: Sukadana i Madura, per així després assetjar Surabaya abans de capturar-la. Després d'aquesta conquesta, Mataram va controlar Java completament amb excepció del sultanat de Banten i l'assentament neerlandès de Batavia.
Al novembre del 1743 la creixent Companyia Neerlandesa de les Índies Orientals arrabassa la ciutat al debilitat sultanat de Mataram. Sota el govern colonial neerlandès, Surabaya es convertiria en un centre de comerç a gran escala, albergant a més la major base naval de les Índies Orientals Neerlandeses.
El 1917, el Partit Comunista d'Indonèsia va encapçalar unes revoltes entre els soldats i mariners de Surabaya. Després que fos aixafada, els insurgents van rebre duríssimes condemnes.
El 1942, durant la Segona Guerra Mundial, Surabaya va ser ocupada per les tropes de l'Imperi Japonès fins que els aliats la van bombardejar el 1944, moment en què els nacionalistes indonesis van prendre la ciutat. La jove nació va entrar aviat en guerra amb els neerlandesos, que van tractar de recuperar la seva antiga colònia, i que comptaven amb el suport dels Aliats.
La batalla de Surabaya seria una de les més importants en la Revolució Indonèsia. Va començar després de l'homicidi d'un britànic, el brigadier general Mallaby, esdevingut el 30 octubre 1945 prop de Jembatan Merah ("pont vermell"). Els aliats van donar un ultimàtum als soldats nacionalistes que ocupaven la ciutat, on exigien la rendició, sent refusat pels indonesis. La batalla tindria lloc el 10 de novembre, resultant en una costosa victòria de les forces neerlandeses i britàniques. Tan costosa que atrauria l'atenció internacional, i la pressió aconseguiria finalment, al mes de desembre de 1949, que els neerlandesos cedissin la sobirania d'Indonèsia. En l'actualitat, el 10 de novembre, data d'aquella batalla, se celebra el Hari Pahlawan («Dia dels herois»). Hi ha una famosa cançó de Kurt Weill amb lletra de Bertolt Brecht sobre aquesta ciutat que es diu Surabaya Johnny.

## Geografia

### Topografia

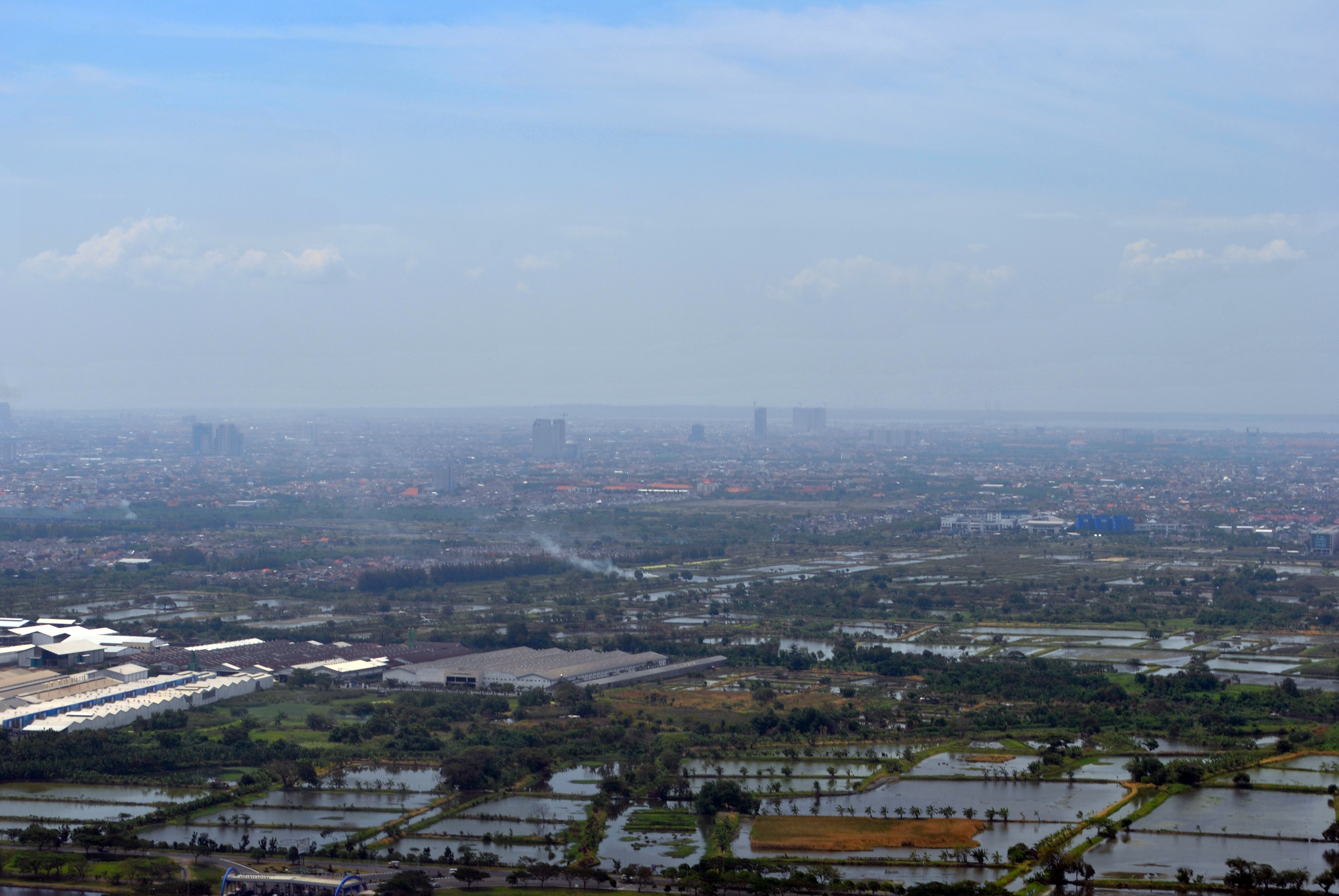
Afores de Surabaya

Surabaya es troba a la costa nord de la província de Java oriental. Es tracta principalment de terres baixes amb un estuari fluvial del riu Mas, una de les dues branques del riu Brantas. La ciutat de Surabaya limita amb l'estret de Madura al nord i a l'est. Les regències que envolten Surabaya són:
- Regència de Lamongan al nord-oest
- Gresik Regency a l'oest
- Regència de Bangkalan al nord-est (a l'Illa de Madura)
- Regència de Sidoarjo al sud
- Regència de Mojokerto al sud-oest

Com moltes altres grans metròpolis d'Indonèsia, molts residents resideixen fora dels límits de la ciutat en una àrea metropolitana anomenada Gerbangkertosusila.

### Bosc urbà i parcs
Surabaya és la ciutat més neta i verda d'Indonèsia. Així ho demostren els parcs urbans que estan equipats amb fonts a gairebé totes les zones del barri. Aquests parcs inclouen Bungkul Park, Harmoni Park, Pelangi Park, Surya Park, Mundu Park, Undaan Fruit Park, Jayengrono Park, i altres. Bungkul Park va ser guardonat amb l'Asian Townscape Award 2013 de les Nacions Unides com el millor parc d'Àsia per les seves instal·lacions molt completes i integrades, a partir de l'àrea econòmica (centres d'alimentació al carrer), zona verda oberta, parcs, zona adaptada per a persones amb discapacitat, Internet gratuït (Wi-Fi) i gestió rutinària del manteniment del jardí.

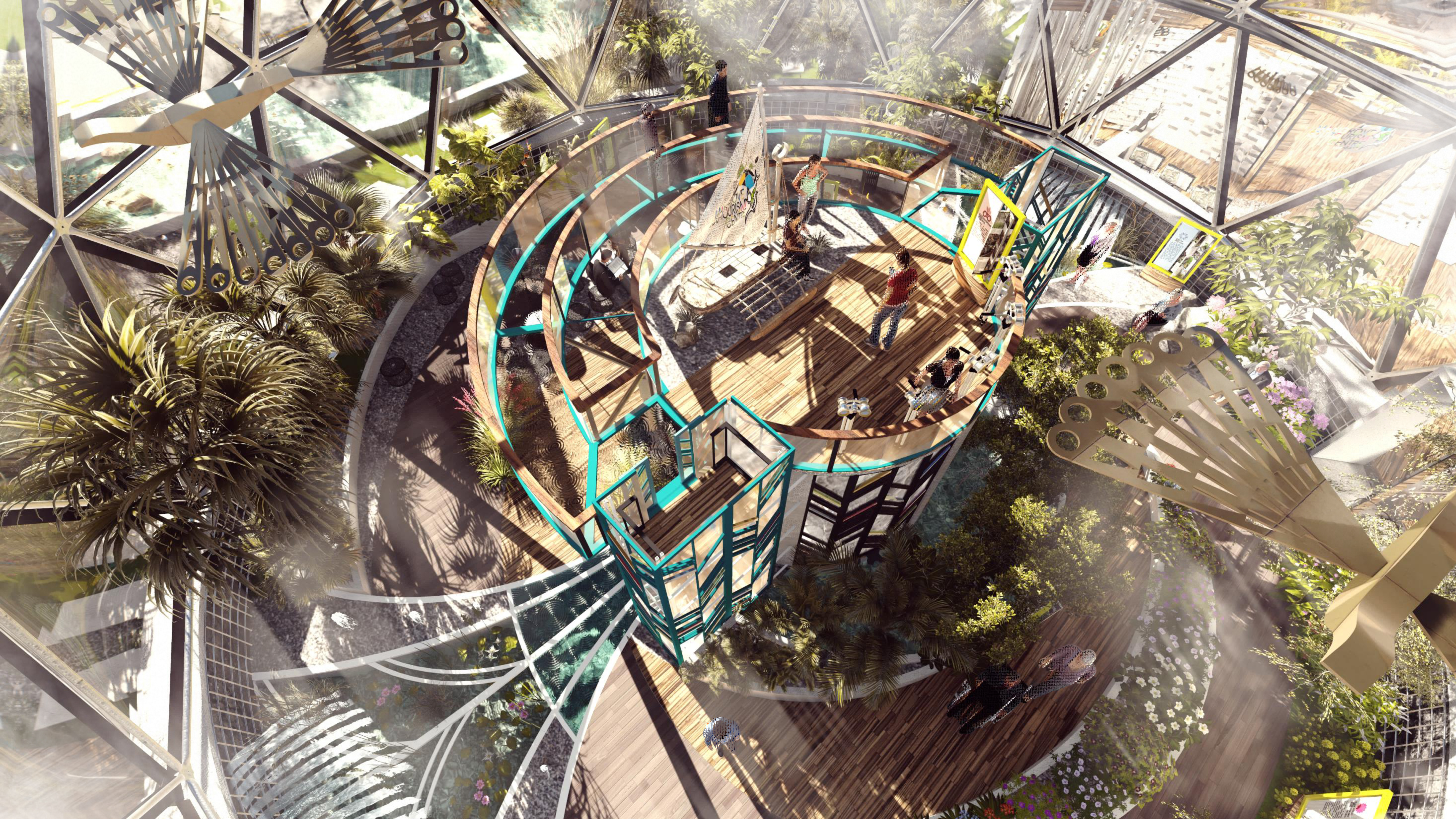
Surabaya Mangrove Edu-Tourism Center al districte de Wonorejo, East Surabaya.

La ciutat de Surabaya és molt destacada en l'àmbit del medi ambient. La ciutat ha guanyat nombrosos premis en l'àmbit del medi ambient i l'urbanisme tant en l'àmbit nacional com internacional. Aquests guardons han inclòs Adipura, Adipura kencana, Adiwiyata, Wahyu Tata Nugraha i altres guardons verds, la Copa Adipura, que Surabaya va guanyar diverses vegades als anys vuitanta i noranta, el trofeu Adipura Kencana, la categoria de ciutat metropolitana més neta dels anys noranta i el període del 2010 al 2017, set vegades consecutives, així com el trofeu Adipura, ple l'any 2016. La ciutat també va rebre diversos premis del govern central com una de les principals ciutats amb la millor qualitat de l'aire d'Indonèsia. Surabaya l'any 2012 va guanyar el premi "Ciutat de la Millor Participació a Àsia Pacífic" de Citynet per l'èxit del govern de la ciutat i la participació de la gent en la gestió del medi ambient. Surabaya també ha estat guardonada amb el premi ASEAN Environmentally Sustainable City o "la ciutat amb la millor gestió ambiental sostenible de l'ASEAN" el 2011 i el 2014. El 2018, Surabaya va guanyar el Lee Kuan Yew City Prize juntament amb Hamburg, Kazan i Tòquio, sobre la base de la capacitat de mantenir i gestionar pobles al centre de la ciutat amb una excel·lent gestió del govern i la participació de la comunitat enmig de la ciutat en ràpid desenvolupament. Surabaya es va convertir en la primera ciutat d'Indonèsia a rebre aquest premi. D'altra banda, però, no són poques les zones de Surabaya que semblen menys organitzades, sobretot als barris del sud i del nord de Surabaya. Aquesta és la preocupació del govern municipal per reorganitzar l'entorn de la comarca.

## Fills il·lustres
- Eugen Thomas (1863-1922) director d'orquestra i compositor.
- Just Göbel (1891-1984) futbolista.